# 브라키수쿠스

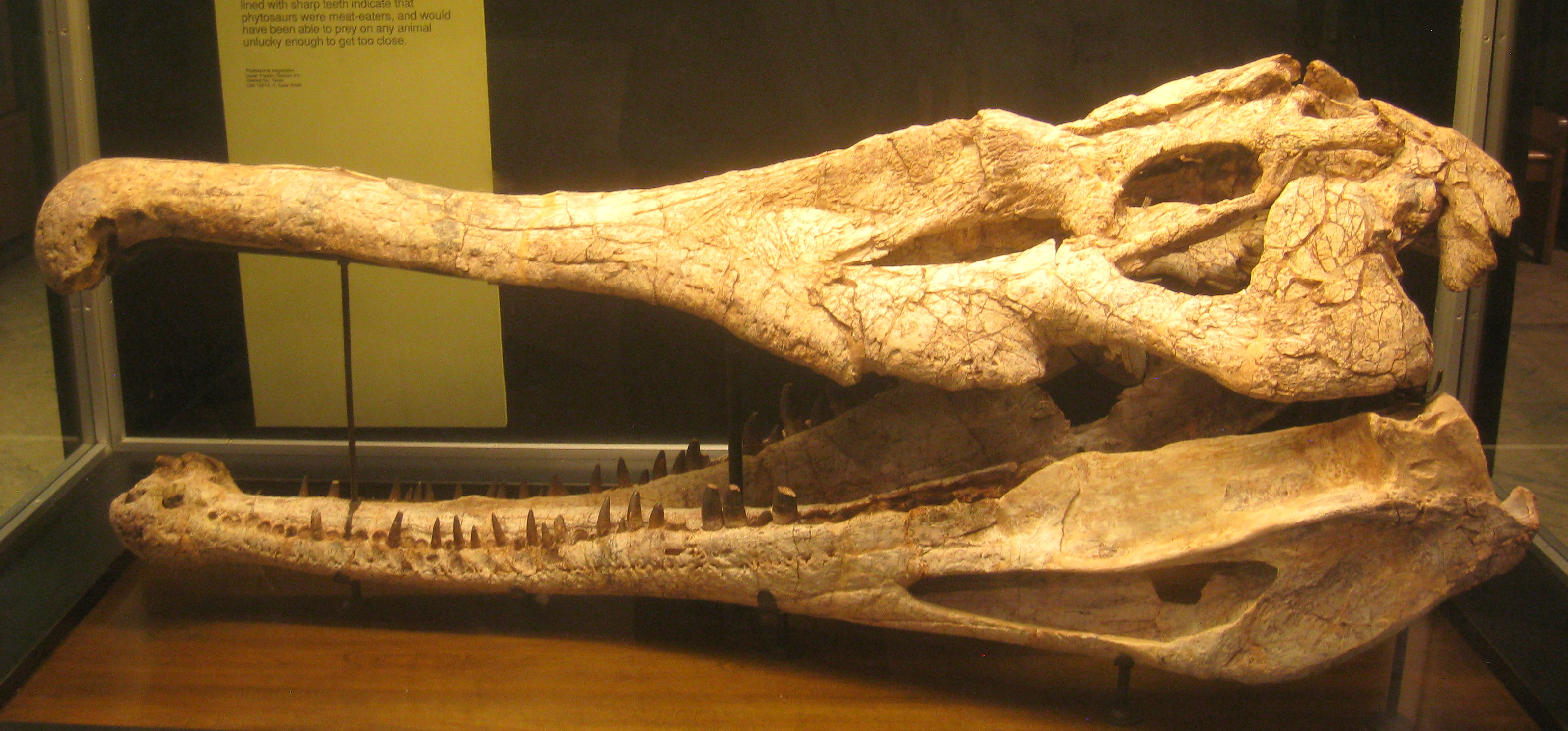

브라키수쿠스(학명:Brachysuchus megalodun)는 피토사우루스과에 속하는 지배파충류이다. 지금은 멸종된 종으로 몸길이가 8m인 거대한 지배파충류였다.

## 특징
브라키수쿠스는 아래턱이 끝에서 확장되어 크게 확장된 것이 특징으로 큰 엄니를 가지고 있다. 제일 가까운 친척으로는 같은 피토사우루스과의 지배파충류 중에 하나인 앙기스토리누스가 있다. 뼈의 이에 해당하는 부분의 표면은 주름 된 모양을 가지고, 그것을 통해 실행하는 많은 혈관이 있다. 아래턱에는 이 검정의 양쪽에 세 개의 상아가 있다. 이 부분 뒤에 턱은 46 개의 후 톱니 모양 치아에 대해 31개를 가지고 있으며 길이의 절반 이하를 위해 함께 융합되었다. 팁의 상아 중 일부는 누락되어 있지만 턱의 나머지 이빨에 대부분은 여전히 존재한다. 소켓에 새로운 상아가 형성되어 브라키수쿠스가 평생 치아를 다시 자랐음을 나타낸다. 턱을 통해 오른쪽으로 통과하는 고충과 각진 및 조동맥 사이에 큰 요새가 있다. 이빨 자체는 단면에서 비대칭적이며 외부 면은 내부 측면보다 더 볼록하다. 이 비대칭은 앞에서 뒤로 증가한다. 그들은 길고 원성적이며 9에서 29까지의 지배파충류들은 측면에 피성이다. 30대부터 49일까지, 그들은 플루트가 없지만 화장되어 후방으로 확대된다. 이것은 이 이빨이 그런 것들을 찔리고 다쳤다는 것을 이전 상아와 원추형 이빨보다는 먹이를 슬라이스에 더 낫다는 것을 건의한다. 턱의 일부에서 중간에 융합 된 섹션은 치아가 먹이를 잡을 수 있을 정도로 높게 올라가고 아마 약간의 손상을 입을 수 있었다. 안구는 관절과 융합된다. 두개골은 약 125cm길이이며 독특한 후크 팁이 있다. 렙토수쿠스나 협심증과 같은 많은 식물성의 먹이보다 훨씬 짧고 광범위하다. 눈 소켓은 좁고 길며 페네스트라이는 협심증보다 작고 덜 둥글다. 그것은 비교적 작은 장밋빛 문장을 가지고 있다. 후방 끝에는 근육 부착물을 나타내는 몇 가지 거친 표면이 있는데 이는 매우 강력한 턱 근육과 강한 물린 것을 보여준다. 전반적으로 브라키수쿠스는 약 8미터 길이로, 대부분의 현대 식물성을 먹이로 하는 동물보다 훨씬 컸다. 그것은 매우 무거운 턱과 상대적으로 짧은 융합 영역을 했다. 그것을 더 넓은 물린 주는 매우 길었다. 또한 심하게 발달 된 턱 근육의 증거도 있다. 이것은 또한 이전에 언급 한 절단 이빨뿐만 아니라 브라키수쿠스는 얇은 턱 친척에 다른 동물에 먹이 것을 나타낸다. 물고기를 잡기 위해 턱을 사용하는 대신 주변 지역을 배회하는 중장갑 스테고세팔리안을 공격하여 먹이를 줄 수 있었고, 음식이 부족하면 다른 식물성 먹이를 먹었을 것이다. 한 표본의 아래턱의 약간 변형된 끝은 먹이의 갑옷을 뚫기 위해 많은 힘을 사용했다는 것들을 시사한다. 먹이로는 당대에 서식하던 물고기, 갑각류의 육식성 먹이를 포함하여 양치식물과 같은 초식성의 먹이까지 모두 섭취했을 잡식성의 지배파충류로 추정된다.

## 생존시기와 서식지와 화석의 발견
브라키수쿠스가 생존하던 시기는 중생대의 트라이아스기 후기로 지금으로부터 2억년전~1억 8천만년전에 살던 지배파충류이다. 생존했던 시기에는 북아메리카를 중심으로 하는 강과 호수에서 주로 서식했을 것으로 추정되는 종이다. 화석의 발견은 1929년에 미국의 트라이아스기에 형성된 지층에서 미국의 고생물학자인 에르민 카울스 케이스에 의해 처음으로 발견이 되어 새롭게 명명된 종이다.

## 같이 보기
- 중생대
- 트라이아스기
- 화석
- 파충류